# Bojanovice, Znojmo
Bojanovice là một làng thuộc huyện Znojmo, vùng Jihomoravský, Cộng hòa Séc.